# Los Juanes del Mercado (Valencia)

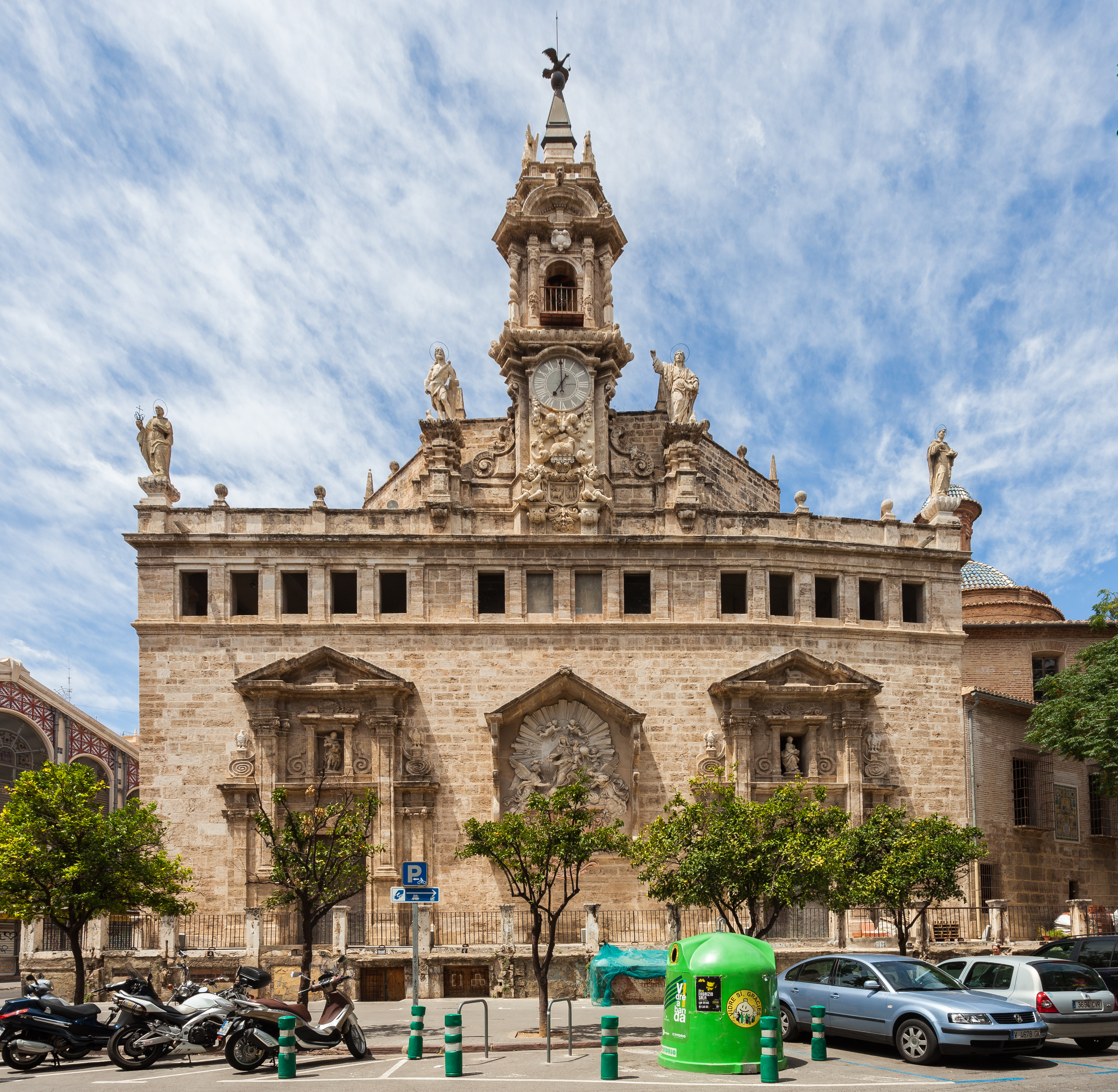
Kirche Sant Juan del Mercat, Hinterfassade (Apsis)

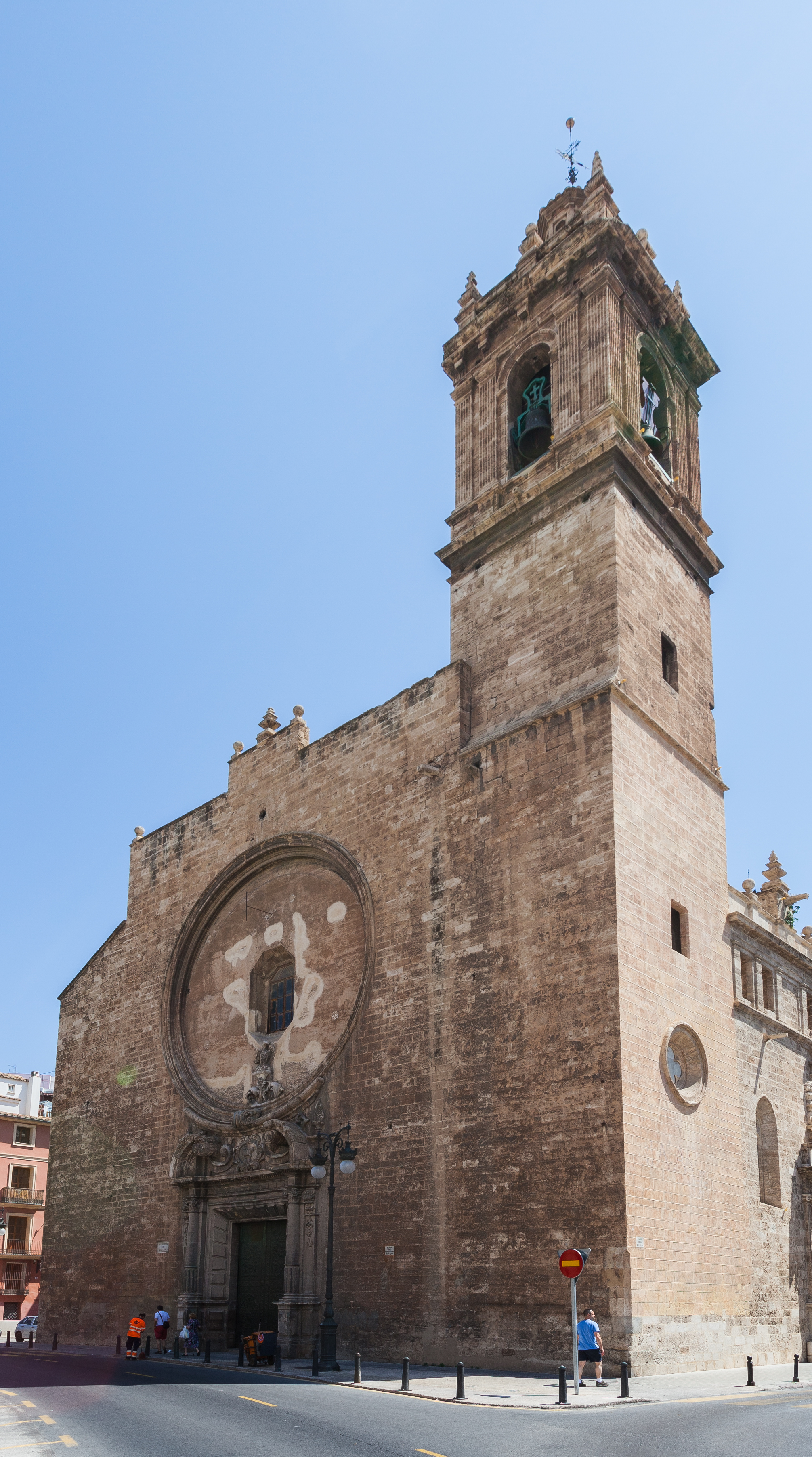
Die Kirche aus Sicht der Carniceros Straße

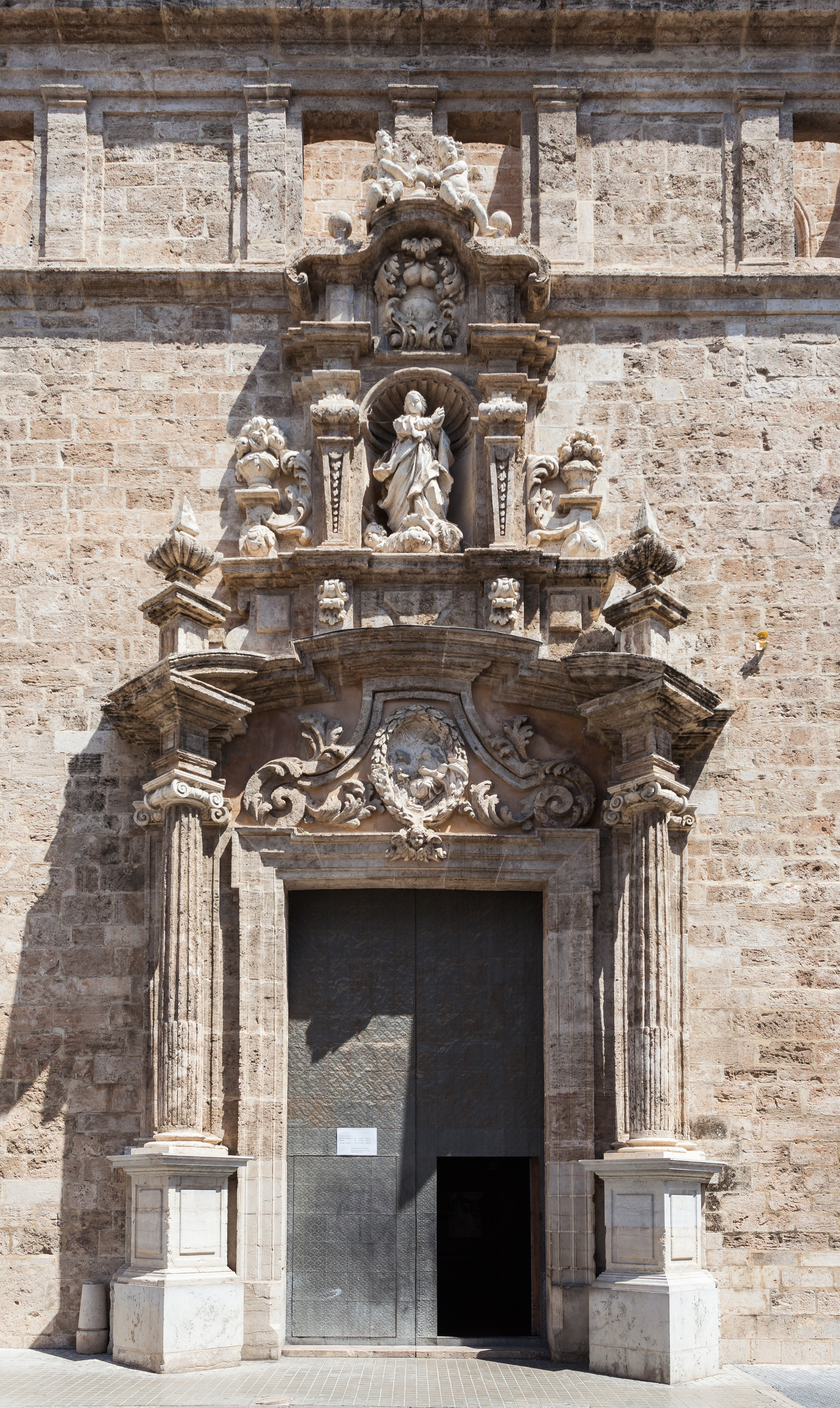
Porticus

Die Kirche Los Juanes del Mercado, kurz Los Santos Juanes („Die Heiligen Johannes“ [der Täufer und der Evangelist]), valencianisch Sant Joan del Mercat oder Església dels Sants Joans, ist eine römisch-katholische Kirche im Stadtzentrum von Valencia beim Marktviertel und gegenüber der Llotja de la Seda. Sie wird auch Real Parroquia de los Santos Juanes (Königliche Pfarrei der heiligen Johannes’) genannt und ist als Baudenkmal von nationaler Bedeutung (Monumento Histórico Artístico Nacional) anerkannt.
In der Mitte des 13. Jahrhunderts wurde eine Kirche auf dem Platz einer ehemaligen Moschee gebaut, zuerst im gotischen Stil. Doch unterbrach ein Feuer den Bau. Ein weiteres Großfeuer 1592 zwang zu einem Neubau im Barockstil, den der Erzbischof und Vizekönig Juan de Ribera finanzierte. Erst 1700 war er abgeschlossen. Ringsum lag das Viertel Boatella, wo die Arbeiter außerhalb der Stadtmauern wohnten, darunter auch die Moriscos.
Die Hauptfassade enthält eine zugemauerte Fensterrose der älteren Kirche, die auch „O des Johannes“ genannt wird. Eine Nische des viereckigen HInterbaus der Apsis zum Platz der Seidenbörse hin enthält eine Statuengruppe aus Stuck Virgen del Rosario von Jacopo Bertesi. Das Jesuskind hält die Hand an die Weltkugel. Oben steht ein Uhrturm, und eine Dachlinie trägt die Statuen der beiden Johannes: den Täufer, den Evangelisten, weiter die heiligen Francesco Borgia und Luis Bertrán.
Im Innern zeigten Statuen die Zwölf Stämme Israels und Freskobilder von Antonio Palomino die triumphierende Kirche. Teilweise wurde sie im Spanischen Bürgerkrieg zerstört.